# Теников, Николай Артемьевич
Николай Артемьевич Теников (1 января 1911 — 15 августа 1986) — директор зерносовхоза «Пролетарский» Ордынского района Новосибирской области.

## Биография
Родился 1 января 1911 года в городе Харьков. В 1913 году его семья переселилась в Сибирь. Начал трудовую деятельность на строительстве Кузбасского металлургического комбината.
Участник Великой Отечественной войны, защищал рубежи под Москвой с июля по декабрь 1941 года в составе войск НКВД. После контузии был демобилизован и направлен в народное хозяйство, где проработал до Дня Победы в 1945 году.
В апреле 1955 года был назначен директором совхоза «Пролетарский» во исполнение Постановления ЦК КПСС об освоении целинных и залежных земель. Он вывел это хозяйство из числа отстающих в передовые. 11 января 1957 года за заслуги в освоении целинных и залежных земель и перевыполнение плана сдачи хлеба государству в 1956 году директору зерносовхоза «Пролетарский» Теникову Николаю Артемьевичу присвоено звание Героя Социалистического Труда с вручением ордена Ленина и золотой медали «Серп и Молот».
Жил и работал в Новосибирске. Скончался 15 августа 1986 года. Похоронен на Заельцовском кладбище (квартал 3н).